# Robot-Coupe
Robot-Coupe fait partie avec Magimix, dont elle partage la technologie, du groupe Hameur animé par Pascal Bosquillon de Jenlis.

## Histoire
La société fut fondée dans les années 1960  par Pierre Verdun avec son cofondateur Robert Comte pour commercialiser son invention, le premier préparateur culinaire, en 1963. D'abord un simple bol doté d'une lame, la machine fut régulièrement perfectionnée et notamment à la fin de la décennie par l'adjonction d'un moteur asynchrone. 
La société a aussi longtemps fourni ce moteur à d'autres sociétés telles que Cuisinart et KitchenAid pour leurs propres préparateurs culinaires.
Robot-Coupe est leader sur le marché français des préparateurs culinaires professionnels. Vendue par Pierre Verdun au groupe SIFA en 1975, elle fait aujourd'hui partie du groupe Hameur.